# Pisolithus
Genre

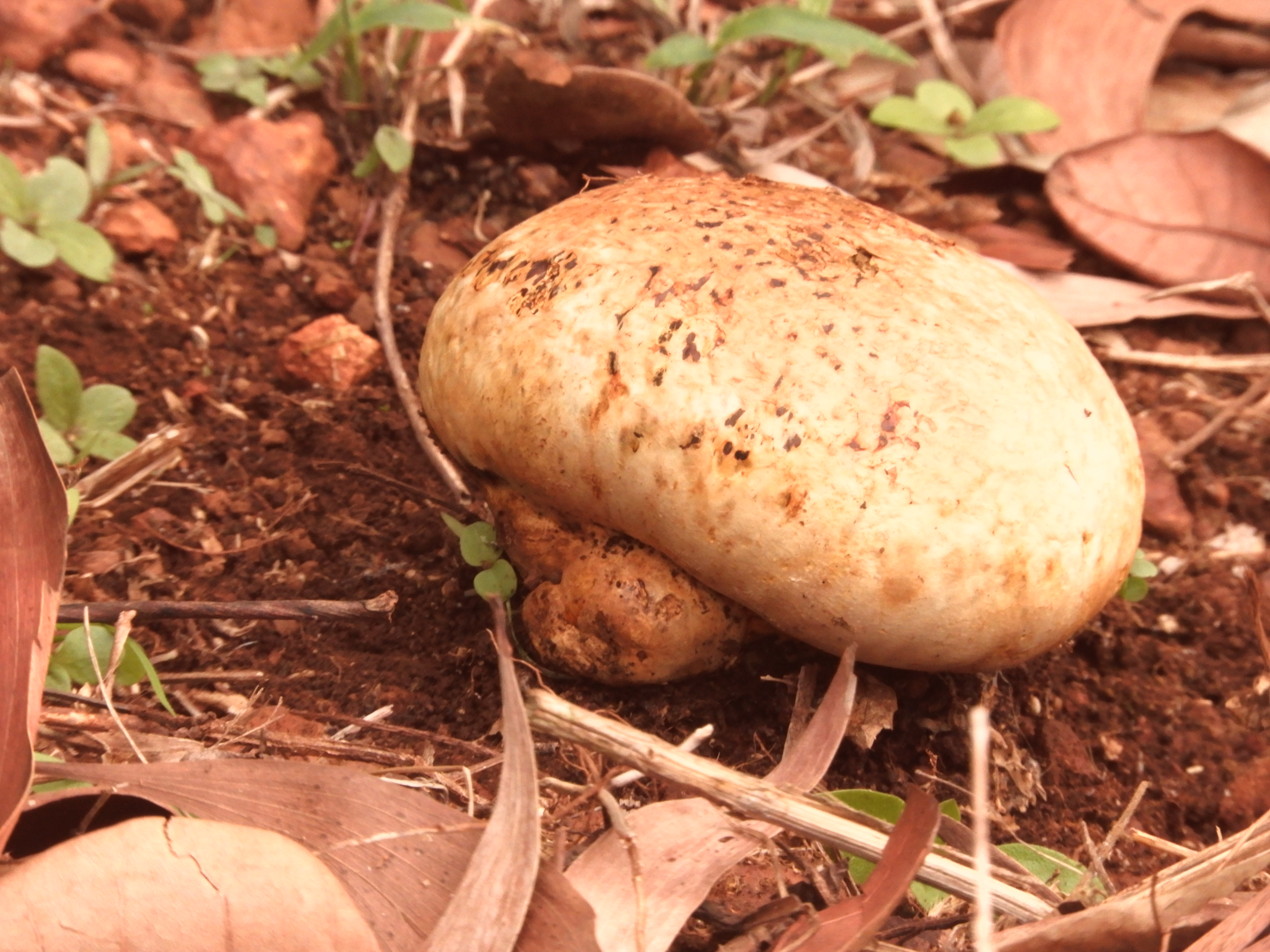
Pisolithus sp.

Pisolithus est un genre de la famille des Sclerodermataceae.

## Liste des espèces
Selon MycoBank (25 septembre 2024) :
- Pisolithus abditus Kanch., Sihan., Hogetsu & Watling, 2003
- Pisolithus albus (Cooke & Massee) Priest, 2018
- Pisolithus arenarius Alb. & Schwein., 1805
- Pisolithus arhizus (Scop.) Rauschert, 1959
- Pisolithus aurantioscabrosus Watling, 1995
- Pisolithus aureosericeus M.P. Martín, Kaewgrajang, Phosri & Watling, 2016
- Pisolithus australis (Lév.) E. Fisch., 1900
- Pisolithus calongei M.P. Martín, Phosri & Watling, 2013
- Pisolithus capsulifer (Sowerby) Watling, Phosri & M.P. Martín, 2012
- Pisolithus croceorrhizus P. Leonard & McMullan-Fisher, 2013
- Pisolithus hypogaeus S.R. Thomas, Dell & Trappe, 2003
- Pisolithus indicus Natarajan & Senthil., 2005
- Pisolithus kisslingii E. Fisch., 1906
- Pisolithus marmoratus (Berk.) E. Fisch., 1900
- Pisolithus microcarpus (Cooke & Massee) G. Cunn., 1931
- Pisolithus orientalis Watling, Phosri & M.P. Martín, 2012
- Pisolithus pisiformis (Lloyd) Rick, 1961
- Pisolithus thermaeus T. Lebel, Pennycook & Beever, 2018
- Pisolithus tinctorius (Mont.) E. Fisch., 1900
- Pisolithus tympanobaculus T. Lebel & M.D. Barrett, 2018

## Systématique
Le nom correct complet (avec auteur) de ce taxon est Pisolithus Alb. & Schwein., 1805.
Pisolithus a pour synonymes :
- Durosaccum Lloyd, 1924
- Endacinus Raf., 1814
- Eudacnus Raf. ex Merr., 1943
- Eudacnus Raf., 1815
- Lycoperdodes Haller ex Kuntze, 1891
- Lycoperdoides P. Micheli ex Kuntze (1891), 1891
- Lycoperdoides P. Micheli, 1729
- Pisocarpium Link, 1809
- Pisolithus Alb. & Schwein., 1805
- Pisomyces Fr., 1817
- Polypera Pers., 1818
- Polysaccum F. Desp. & DC., 1807

## Publication originale
- Johannes Baptista von Albertini, Conspectus Fungorum in Lusatiae superioris, 1805, p. 1-376